# Дьетваи, Элемер
Элемер Дьетваи (венг. Gyetvai Elemér, 12 июля 1927 — 18 марта 1993) — венгерский игрок в настольный теннис, призёр чемпионатов мира и Европы.

## Биография
Родился в 1927 году в Киштеренье. В 1950—1957 годах принял участие в пяти чемпионатах мира, на которых стал обладателем 1 золотой, 2 серебряных и 1 бронзовой медали. На чемпионате Европы 1958 года стал обладателем золотой, серебряной и бронзовой медалей. В 1956 году был 8-м во всемирном рейтинге ITTF.
В 1961 году завершил спортивную карьеру. В 1961—1962 годах работал тренером в Индонезии.